# Tiocianato de sódio
Tiocianato de sódio (às vezes chamado sulfocianeto de sódio) é um composto químico com a fórmula NaSCN. Este sal deliquescente incolor é uma das principais fontes do anião tiocianato. Como tal, é usado como um precursor para a síntese de produtos farmacêuticos e outras especialidades químicas. Os sais de tiocianato são tipicamente preparados pela reação de cianeto com enxofre elementar:
8 NaCN  +  S8  →  8 NaSCN
Tiocianato de sódio cristaliza em uma célula ortorrômbica. Cada centro de Na+ é circundado por três ligantes de enxofre e três de nitrogênio fornecidos pelo ânion de tiocianato triatômico. É comumente usado em laboratório como teste para a presença de íons Fe3+.

## Aplicações em síntese química
Tiocianato de sódio é utilizado para converter haletos de alquila nos alquiltiocianatos correspondentes. Os reagentes intimamente relacionados incluem o tiocianato de amônio e o tiocianato de potássio, que tem o dobro da solubilidade em água. Tiocianato de prata também pode ser usado; a precipitação de halogenetos de prata insolúveis ajuda a simplificar o trabalho. O tratamento de brometo de isopropilo com tiocianato de sio numa solução etanólica quente proporciona tiocianato de isopropilo. A protonação do tiocianato de sódio produz ácido isotiociânico, S=C=NH (pKa = −1.28). Esta espécie é gerada in situ a partir do tiocianato de sódio; acrescenta aminas orgânicas para fornecer derivados de tioureia.